# Ace of Spades (chanson)
Pour les articles homonymes, voir Ace of Spades (homonymie).
Singles de Motörhead
Bomber
(1979) Motorhead
(1981)
Ace of Spades est une chanson du groupe de heavy metal Motörhead issue de l'album du même nom. Le single s'est classé à la 15e position dans les charts britanniques et y est resté classé durant 12 semaines.
La chanson a été publiée au format vinyle 7" le 27 octobre 1980 en preview de l'album Ace of Spades et de la tournée d'automne. La maison de disques Bronze Records, a également produit le single au format 12" pour un pressage spécialement pour la période de Noël, qui fut édité à 50 000 exemplaires.
Le titre Ace of Spades a également été publié en version live en 1988 au format 7". La chanson est tirée du festival Giants of Rock qui s'est déroulé en Finlande à Hämeenlinna le 2 juillet 1988,.

## Composition du groupe
- Lemmy Kilmister - chants, basse
- Eddie Clarke - guitare
- Philthy Animal Taylor - batterie

## Classements hebdomadaires
| Classement (1980)              | Meilleure position |
| ------------------------------ | ------------------ |
| Royaume-Uni (UK Singles Chart) | 15                 |

| Classement (2010)           | Meilleure position |
| --------------------------- | ------------------ |
| Royaume-Uni (UK Rock Chart) | 1                  |

| Classement (2016)                          | Meilleure position |
| ------------------------------------------ | ------------------ |
| Allemagne (GfK Entertainment)              | 96                 |
| États-Unis (Hard Rock & Alternative Songs) | 12                 |
| Royaume-Uni (UK Singles Chart)             | 13                 |
| Royaume-Uni (UK Rock Chart)                | 1                  |

## Certifications
| Pays              | Certification | Unités certifiées |
| ----------------- | ------------- | ----------------- |
| Royaume-Uni (BPI) | Or            | 400 000           |